# Hub (DC)
A HuB lehetővé teszi, hogy az emberek egymáshoz kapcsolódhassanak, beszélgethessenek és mindenekelőtt fájlokat keresgéljenek. Minden HuB egy külön kis közösség, ahol az ott tartózkodók alakítják ki a barátságos / barátságtalan hangulatot. Minél több nagyobb HuBon vagyunk jelen, kereséskor annál több találatunk lesz. Persze azért vigyázni kell, mert 15-20 hub már néhol soknak számít, és kiraknak minket nem megfelelő HuB / slot arány miatt.

## Jogok
Elsőként mikor felmész egy hubra, sima [HUN] prefixel, akkor még semmilyen jogod nincs a hubon, csak keresni, letölteni, beszélgetni. A classod: 0 (guest/vendég). Ha egy HuBon több időt töltesz, akkor lehetőséged nyílik arra is, hogy később VIP-tagja legyél a hubnak. Ez már class 2-est jelent, amivel megbecsült tag leszel, de gyakorlati haszna nincs. Ezek között még van a class 1, ezt nevezzük nick (név) regnek, amikor regisztrálva van a nicked. Ezek után jönnek az OP jogok.

## Osztályok
- class 3: gyengébb OP jog
- class 4: általában az OP-okat class 4-nek szokták regelni (cheef)

Ilyen joggal már tudsz regisztrálni class 2-esig, topicot átírni
- class 5: őket Adminnak szokták nevezni, ez az admin jog

Ilyen joggal már class 3-as OP-ot is tudsz regelni
- Class 10: Master/ owner jog

Legmagasabb jog a HuBon, ezzel a joggal tudsz minden classba regelni, HuBot le állíthatod, Luákat újraindíthatod, szóval ez a legmagasabb jog.
(ezek főként a Verlihubra érvényesek)

## Saját HuB
Létrehozhatsz saját HuBot is, attól függ milyen OSen akarod futtatni (Linux/Windows).
```
   * Windowsra: Ynhub, Xhub, Admihub, PtokaX
   * Linuxra: Verlihub, Aquila, PtokaX→(POSIX)
```

Ezek a legelterjedtebb hubsoftok. Windowsra kezdésnek PtokaXet ajánlok, mert könnyen átlátható, és könnyű kezelni is. Általam legjobbnak ítélt Hubsoft természetesen PtokaX. Ha ilyet akarsz futtatni, akkor használhatsz Windowst, vagy akár Linuxon is futtathatod hisz a PtokaX új verziói POSIX-ként is elérhetőek, vagy ha nem akarod te futtatni otthonról akkor keresgélsz a hubokon hostingosokat, akik futtatják majd a hubodat.
Nemsokára[mikor?] elkészül az Admihub POSIX verziója is forrás → http://dcpp.hu/?view=article&id=123%3Aaz-uj-iranyvonal-posix&Itemid=1&option=com_content%5B%5D